# Trogoderma occidentale
Trogoderma occidentale là một loài bọ cánh cứng trong họ Dermestidae. Loài này được Blackburn miêu tả khoa học năm 1891.